# Club Deportivo Águila Reservas
El Club Deportivo Águila Reservas es el equipo filial del Club Deportivo Águila fue fundado a principios de los 70' y juega en la Liga de Reservas de El Salvador conocida como Copa Sistema Fedecredito torneo de fútbol que organiza el Sistema Fedecrédito en colaboración con la Primera División de Fútbol y la Federación Salvadoreña de Fútbol (FESFUT).
El equipo de reserva sirve principalmente como el último trampolín para los jóvenes jugadores prometedores menores de 21 años antes de ascender al equipo principal.

## Historia
El fútbol base en el fútbol salvadoreño existe aproximadamente desde 1978 con la fundación de la Selección de futbol de El Salvador, desde entonces los clubes se empezaron a agrupar y a competir entre ellos dándole importancia al fútbol base.
Con el correr del tiempo se le fue dando mayor importancia a los frutos que encontraban los clubes desde su misma base inferior, a tal punto de que hoy en el fútbol mundial es un requisito indispensable en los funcionamientos de los clubes, destinándose a estos un gran presupuesto y atención.

## Jugadores

### Jugadores Mundialistas
El Club Deportivo Águila aportó un total de cuatro futbolistas formados en su institución base a la  Selección Salvadoreña que fueron parte de algunas ediciones de la Copa Mundial de Fútbol. 
Estos son:
| Jugador               | Mundial     |
| --------------------- | ----------- |
| Saturnino Osorio †    | México 1970 |
| Juan Ramón Martínez † | México 1970 |
| Luis Ramírez Zapata   | España 1982 |
| Joaquín Ventura       | España 1982 |

## Divisiones
Club Deportivo Águila Sub-15 

Club Deportivo Águila Sub-17 

Club Deportivo Águila Reserva

## Palmarés

### Torneos nacionales
| Competición                     | Títulos | Subcampeonatos                                                             |
| ------------------------------- | --- | -------------------------------------------------------------------------- |
| Liga de Reservas (12/5)         | 1984, 1994-95, 1997-98, Apertura 2001, Apertura 2005, Apertura 2007, Clasurua 2013, Apertura 2014, Clausura 2016, Apertura 2016, Clausura 2021, Apertura 2023 (Récord) | Clausura 2011, Apertura 2012, Apertura 2017, Apertura 2018, Apertura 2022. |
| Liga Sub 17 (1/0)               | Clausura 2018 |                                                                            |
| Copa Sistema Fedecredito Sub 15 | - | -                                                                          |